# Friaize
Friaize ist eine französische Gemeinde mit 261 Einwohnern (Stand: 1. Januar 2022) im Département Eure-et-Loir in der Region Centre-Val de Loire; sie gehört zum Arrondissement Nogent-le-Rotrou und zum Kanton Illiers-Combray. 

## Geographie
Friaize liegt etwa 31 Kilometer westlich von Chartres und wird umgeben von den Nachbargemeinden Le Favril im Norden, Chuisnes im Osten, Le Thieulin im Süden sowie Champrond-en-Gâtine im Südwesten und Westen.

## Bevölkerungsentwicklung
| Jahr                       | 1962 | 1968 | 1975 | 1982 | 1990 | 1999 | 2006 | 2013 | 2020 |
| Einwohner                  | 223  | 221  | 194  | 194  | 193  | 204  | 193  | 235  | 255  |
| Quellen: Cassini und INSEE |      |      |      |      |      |      |      |      |      |

## Sehenswürdigkeiten

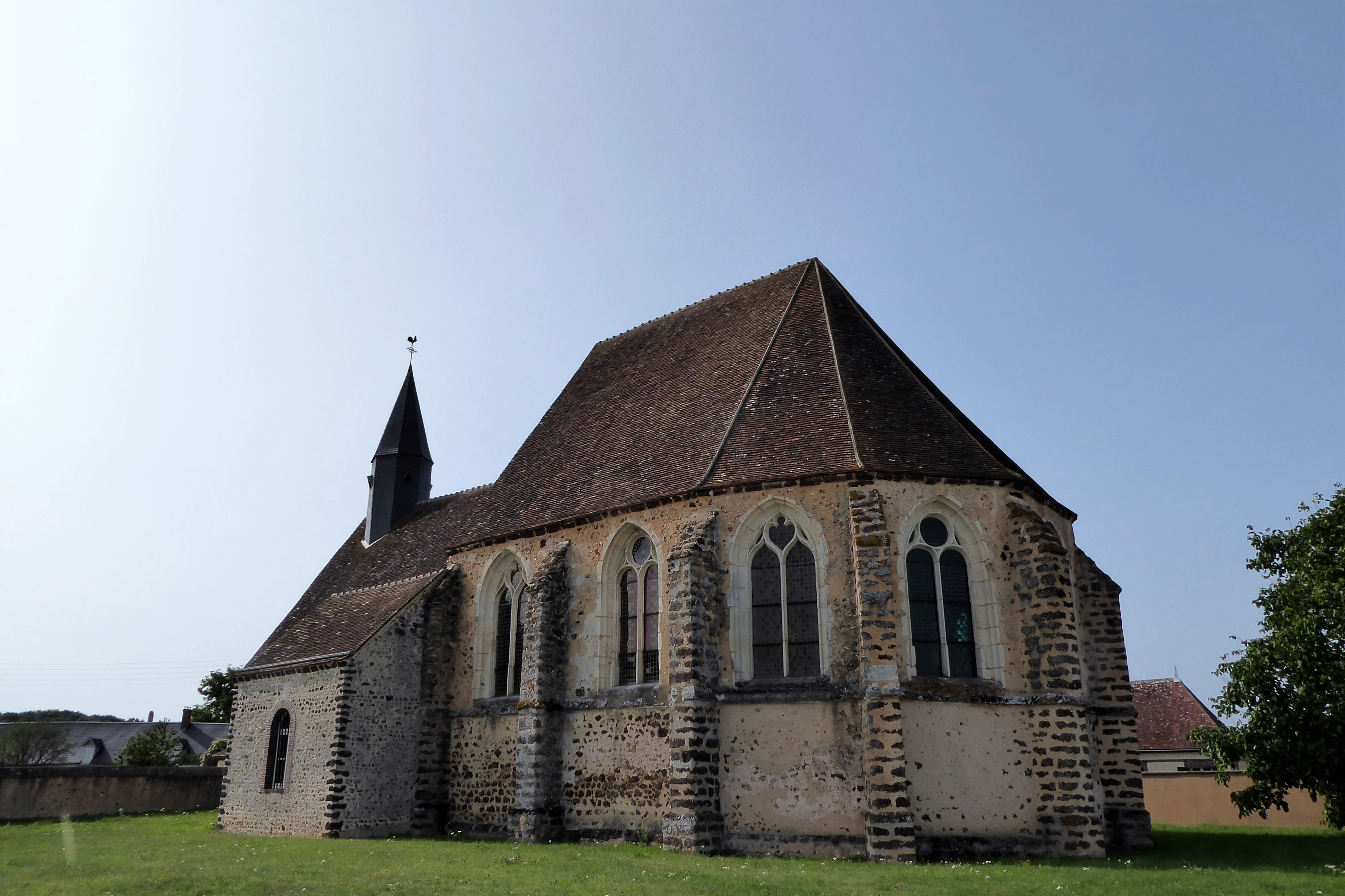
Kirche Saint-Maurice

- Kirche Saint-Maurice